# 농산물 시장

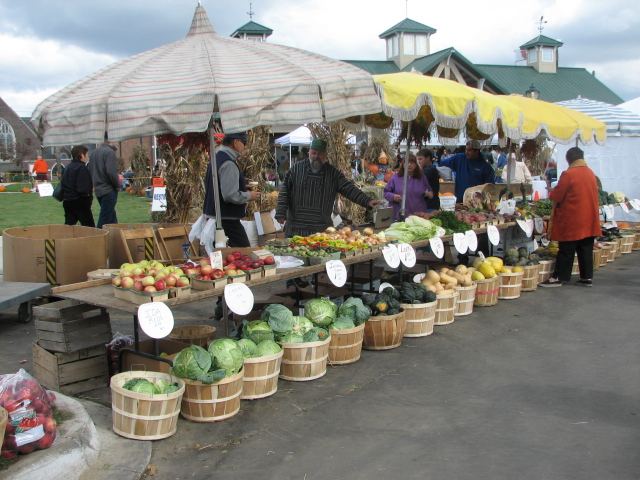
미시간주 파밍턴의 가을 농산물 시장

농산물 시장 또는 파머스 마켓(Farmers' market)은 농부가 소비자에게 직접 식품을 판매하기 위한 물리적 소매 시장이다. 농산물 시장은 실내 또는 실외에 있을 수 있으며 일반적으로 농부들이 농산물, 살아있는 동물 및 식물, 때로는 준비된 식품 및 음료를 판매하는 부스, 테이블 또는 스탠드로 구성된다. 농산물 시장은 전 세계 여러 국가에 존재하며 현지 문화와 경제를 반영한다. 시장의 규모는 단지 몇 개의 노점일 수도 있고 여러 도시 블록만큼 클 수도 있다. 그 특성상 소매 농산물 상점보다 규제가 덜 엄격한 경향이 있다.
이는 일반적으로 영구 구조물에 보관되고 연중 내내 열려 다양한 비농민/비생산자 판매자, 포장 식품 및 비식품 제품을 제공하는 공공 시장과 구별된다.

## 같이 보기
- 관광농업
- 로컬 푸드
- 시장 (장소)
- 슬로 푸드
- 길거리 음식
- 수직농업
- 웨트 마켓
- 우프